# Diwanus de Bartia
Diwanus (también Diwan, Diwane) era el caudillo (capitaneus) de los bartianos, uno de los clanes prusianos que se menciona en la crónica de Peter von Dusburg, durante el Gran Levantamiento Prusiano (1260–1274) contra los caballeros teutónicos.
Diwanus era hijo de Kleckis (idioma prusiano antiguo: oso) y por lo tanto a veces se refieren a su persona con el apodo derivado de la palabra oso. Su primera gran victoria llegó con la caída de Schippenbeil en 1263 tras tres años de asedio. Veinte caballeros teutónicos y sus soldados se enfrentaron para luchar contra las fuerzas aliadas de bartianos y sudovios en campo abierto. Los paganos bloquearon las rutas de escape y todos los asediados fueron aniquilados. En términos de pérdidas de cruzados fue una de las diez peores que sufrió la Orden Teutónica durante el siglo XIII. La guarnición en Schippenbeil quedó en manos de pocos soldados y escasos suministros para resistir un asedio y escaparon por Galindia hacia Masovia. Diwanus esperaba que los fugitivos tomarían la ruta más corta hacia el norte, en Balga o Königsberg, pero pronto advirtió sobre la ruta escogida y con un puñado de sus mejores hombres se apresuró a perseguirlos. Durante una carga, los bartianos mataron a tres cruzados, pero Diwanus fue seriamente herido.
Como la mayoría de castillos teutónicos en Bartia habían caído, los bartianos no tenían mucha necesidad de salvaguardar su territorio de ataques potenciales desde fortalezas de la orden militar. Así que tuvieron más opciones y enviar refuerzos para ayudar a otros clanes prusios. Diwanus y sus hombres hicieron expediciones menores a Pogesania y a la tierra de Chełmno. En 1271 se organizó una campaña más importante con la alianza del caudillo pogesanio Linko. La infantería bartiana y pogesania asedió una fortaleza en la frontera, pero los cruzados los frenaron en Christburgo. Los prusianos, que intentaban escapar, reagruparon su caballería mientras los cruzados establecían su campamento en el banco contrario del río Dzierzgoń, bloqueando la ruta de regreso. Cuando los soldados de la Orden Teutónica se retiraron por la noche, una mitad del ejército prusiano cruzó el río con la esperanza de atacar a los cristianos por la retaguardia, mientras que la otra mitad atacaría cruzando el río. Los caballeros teutónicos y sus fuerzas fueron rodeados. La batalla de Paganstin dio un resultado de 12 caballeros teutónicos y 500 soldados aniquilados. Los prusianos inmediatamente asaltaron Christburgo y casi consiguen tomar la fortaleza, pero estaban demasiado entretenidos en los pillajes cuando llegó la caballería de Elbląg. Gran parte de la infantería prusiana sucumbió mientras su propia caballería escapó. Al margen de la pérdida, Diwanus regresó al poco tiempo y bloqueó los caminos hacia Christburgo con la esperanza de desabastecer a la fortaleza. Los cruzados trataron de enviar suministros en tres ocasiones por el río, y todas las veces fueron interceptados por los bartianos. No obstante, Christburgo nunca aceptó la rendición y resistió.
En 1273 Diwanus lideró a 800 hombres para asediar Schönsee. El pequeño puesto avanzado solo disponía de tres cruzados y un puñado de soldados. Diwanus intentó disuadirles para la rendición, pero le rechazaron e intentaron encubrir su verdadera fuerza disfrazando a los soldados como caballeros teutónicos. Los bartianos atacaron, y el hermano teutónico Arnold mató a Diwanus.
Los bartianos, sin líder, regresaron a su territorio, manteniéndose al margen del levantamiento. En un año, los clanes prusianos habían perdido la guerra.